# Morehead (Kentucky)
Morehead – miasto w Stanach Zjednoczonych, w stanie Kentucky, siedziba administracyjna hrabstwa Rowan.